# Корпус Чёрных Фонарей
Корпус Чёрных Фонарей (англ. Black Lantern Corps) — вымышленная организация, появлявшаяся в комиксах компании DC Comics. Дебютировала в Green Lantern (vol. 4) #43  в сентябре 2009 года и была создана писателем Джеффом Джонсом и художником Итаном Ван Скивером.

## Биография
Ранняя версия Корпуса Чёрных Фонарей впервые появляется в Green Lantern Annual vol. 3 #7 в 1998 году и была придумана писателем Стивом Венсом и художником Роном Лимом, и представляла собой группу мёртвых Зелёных Фонарей, оживлённых Некроном и находившихся под его командованием.
До событий сюжета «Темнейшая ночь», Чёрная Рука (лидер и первый член Корпуса Чёрных Фонарей) уже появлялся на страницах комиксов в качестве суперзлодея. Писатель Джефф Джонс вновь ввёл его в сюжет и расширил историю его происхождения в сюжете «Зелёный Фонарь: Секретное происхождение» (англ. Green Lantern: Secret Origin). В сюжете рассказывается, что энергетический поглотитель Чёрной Руки, который считался его изобретением, был построен ранее Атроцитусом — врагом Стражей Вселенной и будущим основателем Корпуса Красных Фонарей. Атроцитус прибывает на Землю и нападет на Чёрную Руку (тогда ещё не злодея), говоря, что обладает оружием, с помощью которого он сможет приблизить «Темнейшую ночь». Чёрной Руке удаётся бежать и прихватить с собой оружие Атроцитуса, которое сделало его врагом Корпуса Зелёных Фонарей.
Во время перевозки в тюрьму, Чёрная Рука, внезапно воспылав огромной силой, убивает своих сопровождающих. Он бродит по пустыне и слышит голос, который говорит ему вернуть души всех, кто был воскрешён. Чёрная Рука убивает всю свою семью, а сам совершает самоубийство. Одна из Стражей Вселенной по имени Скар создаёт первое чёрное кольцо силы. После нанесённой ей травмы во время войны Корпуса Синестро, она стала считать, что смерть — это высшая точка, предел существования. Она рассказывает, что Чёрная Рука стал воплощением Корпуса Чёрных Фонарей, так же, как Параллакс — это воплощение страха Корпуса Синестро, Ион — воли Корпуса Зелёных Фонарей, а Хищник — любви Корпуса Звёздных Сапфиров. Чёрная Рука позже выкапывает труп Брюса Уэйна из могилы, отделяет его череп от костей и произносит впервые клятву Чёрных Фонарей. Вскоре после этого, по всей Вселенной появляются чёрные кольца силы, которые воскрешают погибших в виде Чёрных Фонарей, заставляя их убивать других. Чёрная Рука везде появляется с черепом Брюса Уэйна, а в Blackest Night #1 восклицает, что смерть Брюса Уэйна играет гораздо большую роль в Чёрной ночи, чем кто-либо мог представить. В конце этого номера Чёрная Рука использует череп для производства новых колец из Чёрной Батареи Силы по своему желанию, сделав два кольца для недавно умерших Картера Холла и Кендры Сандерс (Человек-ястреб и реинкарнация Орлицы).
В Blackest Night #3 одна из Племени Индиго, Индиго-1, рассказывает о том, что представляет собой сила Чёрных Фонарей. Отпор им может дать только белый свет, который получится только если соединить все корпуса спектра силы, и все события Чёрной ночи должны стать борьбой против Чёрного Корпуса. На протяжении всей войны в сюжете, каждый Чёрный Фонарь удаляет сердце своей жертве, после чего появляется огромный говорящий баллон с энергией, который показывает увеличение мощности кольца от каждой смерти (такой же появляется во время подзарядки колец Зелёных Фонарей и других корпусов). В Blackest Night #4, когда мощность кольца максимальна, Скар переносит Чёрную Батарею силы в Кост-сити и воскрешает Некрона, который становится лидером Корпуса.
После того, как Чёрный Корпус был сформирован и все действующие лица Темнейшей ночи были собраны, Индиго-1 и Хэл Джордан собирают команду из всех пяти корпусов для того, чтобы объединить их для создания белого света, способного победить Чёрных фонарей. Хэл Джордан призывает Кэрол Феррис, Синестро, Атроцитуса, Святого Уолкера и Ларфлиза для своей цели. В Вlackest Night #5 команда штурмует Центральную Батарею Силы, но результат оказывается совсем иным: Некрон получил ещё большую силу и смог набирать живых существ, воскресших из мёртвых, в свой Корпус.
Хотя представители семи корпусов пытаются вызвать помощь, нанимая временных заместителей, пока не прибудет остальная часть их корпуса - Ганет присоединяется к корпусу Зеленых фонарей, Пугало присоединяется к корпусу Синестро, Барри Аллен присоединяется к Голубым Фонарям, Атом присоединяется к племени Индиго, Мера присоединяется к Красным Фонарям(ее привлекло о потере мужа и сына), Лекс Лютор вводится в Оранжевые Фонари и Чудо-Женщина спасена от ее личности Черного Фонаря, чтобы присоединиться к Звездным Сапфирам - они почти сорваны, когда Некрон выкапывает Сущность, первую жизнь во вселенной, и пытается убить ее. После того, как Синестро пытается и не может слиться с сущностью, похожей на связь Хэла с Параллаксом - Синестро питает сущность своим эго, а не своей волей к выживанию - Хэл сам берет под свой контроль сущность, отмечая, что герои все же решили вернуться к жизни, даже если бы Некрон дал им такую возможность. Имея это позади, Хэл сливается с сущностью и освобождает реанимированных героев из трюма Некрона, создавая Корпус Белого Фонаря в процессе, а затем реанимирует Черную руку и Анти-монитор, чтобы лишить Некрона его привязи в живом мире и его источника энергии соответственно. Белые Фонари использовали силу Белого Света, чтобы окончательно победить Некрона, и угроза Черной Ночи прошла, когда Черные Фонари распались вместе со своими энергетическими кольцами.

### New 52
После самоубийства Чёрной Руки, чтобы избежать повторного введения в Племя Индиго, из его трупа появляется Кольцо Черной Силы, снова возрождающее его как Чёрный Фонарь, хотя это не привлекло к зарождению «Темнейшей Ночи 52», возможно, потому что Некрон был заключён в мертвую зону в это время. Черная Рука возвращается на Землю и реанимирует свою семью и различных мертвецов на кладбище вокруг его дома, но Хэл Джордан и Синестро смогли победить этих «зомби», взорвав старую желтую батарею силы Синестро. Они не знают, что в Книге Чёрных фонарей  сказано, что Хэл Джордан будет величайшим «Чёрным Фонарем» в мире.
Будучи пойманным в Мертвую зону(царство между жизнью и смертью) и лишенным своего кольца, Хэл размышляет о самоубийстве, поскольку это было единственным способом использовать силу оставшегося кольца Черного фонаря и использовать его, чтобы вырваться из мертвой зоны и остановить Первого Фонаря.
Увидев, как жители Коругара входят в Мертвую зону, Хэл, наконец, совершает окончательную жертву и спрыгивает со скалы. Хэл потребовал кольцо силы Черной Руки и поднялся как Черный Фонарь, который, в свою очередь, превратил тело Черной Руки в пыль. С помощью Племени Индиго Хэл убегает из Мертвой Зоны и использует армию Черных Фонарей против Волтума, но легион нежити легко уничтожается. Хэл тогда продолжает призывать Некрона, который наконец убивает Волтума. Затем Хэл отправляет Некрона обратно к его могиле в Мертвой зоне, когда его зеленое кольцо возвращается к нему, возвращая его к жизни и членству в Корпусе Зеленых Фонарей.
Во время войны между Новыми Богами и различными Корпусами Фонаря Черная Рука реанимировала различных Титанов Источника(включая Реликвию), которым препятствовали в Стене Источника, как Черные Фонари. Однако после неправильного использования Высшим Отцом в Уравнении Жизни они полностью воскресли.
На страницах Темнейшей ночи: Смертельный Метал выяснилось, что Бэтмен был убит во время битвы против Перпетуи и Темных рыцарей из Темной Мультивселенной, что объясняет его Кольцо Черного Фонаря. Это означает что Черные Фонари не исчезли. Позже он использует кольца Черного фонаря, чтобы оживить Воздушную волну, Человека-животное, Антро, Атома, Удар летучей мыши, Черного кондора, Синего жука, Коготь Непобежденного, Дэна Дина-клеща, Голубя I, Вражеского туза, Судьбу, Ястреба II, Часового человека, Человека-Бомбу, Джонни Квик, Либертли Белль, Красную Пчелу, Красных торнадо, Песочного Человека(Уэсли Доддс) и Человека-Взрывалу.

## Состав
Хотя точного списка воскрешённых Зелёных Фонарей не существует, кольцо силы Кайла Райнера утверждает в Green Lantern Corps (vol. 2) #39 , что все Зелёные Фонари, захороненные в склепе на планете Оа, были воскрешены в качестве Чёрных Фонарей.

| Лидеры - Некрон — лидер Корпуса Чёрных Фонарей - Скар — в прошлом — одна из Стражей Вселенной, ныне — хранительница Чёрной Книги (аналогичной Книге Оа) - Чёрная Рука — привлечён в Корпус в качестве «чёрного воплощения» Чёрных Фонарей (один из лидеров и первый член Корпуса Чёрных Фонарей) Blackest Night #1 (сентябрь, 2009) - Катма Туи — Корпус Зелёных Фонарей - Марсианский Охотник Дж’онн Дж’онзз - Удлиняющийся Человек (Ральф Дибни) - Сью Дибни Blackest Night #2 (октябрь, 2009) - Аквамен — принят в #1, но не показан в чёрном костюме - Дэдмен — кроме того, появился в номере Blackest Night: Batman, который вышел одновременно - Ястреб (Хэнк Холл) - Аквагёрл - Дельфин - Криспус Аллен - Гарт - Огненный Шторм (Рональд Реймонд) — принят в #1, но показан в #2 - Орлица (Кендра Сандерс) — убита в #1,показан в #2 - Человек-ястреб (Картер Холл) — убит в #1, показан в #2 Blackest Night: Batman #1 (октябрь, 2009) - Аботтоир - Блокбастер (Рональд Десмонд) - Дьякон Блэкфайр - Кей-Джи Бист - Кинг Снейк - Мэгпай - Близнецы Том и Тэд Триггер - Чревовещатель (Арнольд Уэскер) - Джон Грэйсон - Мэри Грэйсон - Джек Дрейк - Джанет Дрейк Green Lantern Corps (vol. 2) #39 (октябрь, 2009) - Джек Ти Ченс — Корпус Зелёных Фонарей; показан, но не принят в Blackest Night #1 - Томар-Ре — Корпус Зелёных Фонарей - Джейд — Корпус Зелёных Фонарей; принята в Blackest Night #1, но не появилась в чёрном костюме Blackest Night: Superman #1 (октябрь, 2009) - Супермен (Земля-2) - Лоис Лэйн (Земля-2) - Зор-Эл Blackest Night: Titans #1 (октябрь, 2009) - Терра (Тара Марков) - Омен (Лилит Клэй) Green Lantern (vol. 4) #45 (октябрь, 2009) - Амон Сур — Корпус Синестро - Блюм — Корпус Оранжевых Фонарей - Гломумус — Корпус Оранжевых Фонарей Solomon Grundy #7 (ноябрь, 2009) - Соломон Гранди Green Lantern Corps (vol. 2) #40 (ноябрь, 2009) - Бззд — Корпус Зелёных Фонарей; показан, но не принят в Blackest Night #1 Blackest Night #3 (ноябрь, 2009) - Алекс Лютор - Куперхэд («Джон До») - Доктор Лайт - Мадам Роуг - Максвелл Лорд Blackest Night: Superman #2 (ноябрь, 2009) - Психо-Пират (Роджер Хэйден) Green Lantern (vol. 4) #46 (ноябрь, 2009) - Абин Сур — Корпус Зелёных Фонарей; назван в Blackest Night #2, но в чёрном костюме не появился - Арин Сур - Чау Ара Blackest Night: Titans #2 (ноябрь, 2009) - Терри Лонг - Роберт Лонг - Ястреб (Холли Грейнджер) - Панта Blackest Night: Batman #3 (декабрь, 2009) - Тони Зукко - Капитан Бумеранг — назван в Blackest Night #1, но в чёрном костюме не появился Green Lantern Corps (vol. 2) #41 (декабрь, 2009) - Эрми — Корпус Зелёных Фонарей - Ке’Хаан — Корпус Зелёных Фонарей; показан, но не принят в Blackest Night #1 - Фентара Рраб - Марата Рраб - Сантара Рраб Blackest Night #4 (декабрь, 2009) - Азраил (Жан-Поль Вэлли мл.) - Джен Лоринг - Атом (Эл Пратт) — принят в #1, показан в #4 Blackest Night: Titans #3 (декабрь, 2009) - Уайлдбист — показан, но не принят в #2 Green Lantern (vol. 4) #47 (декабрь, 2009) - Лэйра — Корпус Красных Фонарей; названа в #45, показана в #47 - Куил — «Пятеро выживших»; назван в #45, показан в #47 - Роксим — «Пятеро выживших»; назван в #45, показан в #47 | Doom Patrol (vol. 5) #4 (январь, 2010) - Цельсия - Джошуа Клэй - Валентина Восток - Человек-робот (Клифф Стил) Booster Gold (vol. 2) #26 (январь, 2010) - Синий Жук (Тед Корд) R.E.B.E.L.S (vol. 2) #10 (январь, 2010) - Стелт - Предвестница (Лайла Майклс) Outsiders (vol. 4) #24 (январь, 2010) - Умершие дети и муж Катаны: - Масео Ямасиро - Юки Ямасиро - Рейко Ямасиро Blackest Night #5 (январь, 2010) - Дамедж - Клон Брюса Уэйна - Энимал Мэн - Лёд - Чудо-женщина - Супермен - Супербой (Кон-Эл) - Кид Флэш (Барт Аллен) - Зелёная стрела (Оливер Куинн) - Донна Трой Justice League of America (vol. 2) #39 (январь, 2010) - Вайб - Затара Teen Titans (vol. 3) #77 (январь, 2010) - Опустошитель (Гранд Уилсон) - Опустошитель (Уэйд ДеФарг) - Уильям Уинтергрин - Аделин Уинтергрин Blackest Night: The Flash #1 (февраль, 2010) - Профессор Зум - Солавар Justice League of America (vol. 2) #40 (февраль, 2010) - Коммандер Стил (Хэнк Хэйвуд) — показан, но не назван в #39 Blackest Night: JSA #1 (февраль, 2010) - Сэндмэн (Уэсли Доддс) - Доктор Мид-Найт (Чарльз МакНиддер) - Мистер Потрясающий (Терри Слоан) - Джонни Куик Green Lantern (vol. 4) #49 (февраль, 2010) - Дрикью — Корпус Зелёных Фонарей Suicide Squad (vol. 1) #71 (март, 2010) - Скрипач - Пси - Раван - Атом (Адам Грей) Weird Western Tales #71 (март, 2010) - Скальпхантер - Супер-Шеф - Барт Лэш - Джона Хэкс - Квентин Тернбул Catwoman (vol. 3) #83 (март, 2010) - Чёрная Маска (Роман Сионис) The Power of Shazam! #48 (март, 2010) - Осирис (Амон Томаз) - Собек Secret Six (vol. 3) #17 (март, 2010) - Ясмин Соуз Blackest Night: The Flash #2 (март, 2010) - Зеркальный Мастер (Сэм Скаддер) - Золотой Глайдер - Радужный Захватчик - Топ - Трикстер (Джеймс Джесси) Starman (vol. 2) #81 (март, 2010) - Стармэн (Дэвид Найт) Green Lantern (vol. 4) #50 (март, 2010) - Аквабейби - Насекомоглазый Бандит - Хэл Джордан — Корпус Зелёных Фонарей The Question #37 (март, 2010) - Вопрос (Чарли Виктор Сзасз) Blackest Night: The Flash #3 (апрель, 2010) - Капитан Бумеранг (Оуэн Мёрсер) Blackest Night #7 (апрель, 2010) - Гарольд Джордан Green Lantern Corps (vol. 2) #46 (май, 2010) - Александра ДеВитт - Анти-монитор — Корпус Синестро Brightest Day #23 (апрель, 2011) - Болотная тварь |

## Оружие
Чёрные Фонари способны при помощи чёрных колец силы, подпитывающихся от смерти, воскрешать умерших. Воскрешение происходит до того состояния, в котором они находились на момент смерти. Чёрные кольца способны мгновенно заживлять смертельные травмы, нанесённые их пользователями (даже обезглавливание и растворение).
Первым чёрным кольцам не требовалась подзарядка, однако каждый раз, когда Чёрный Фонарь убивал кого-либо и удалял его сердце, мощность каждого кольца в Корпусе увеличивалась на 0,01 %. Даже при низком заряде кольца, Чёрные Фонари могут при помощи них создавать различные конструкции из чёрной энергии, а также они не подвергаются воздействию магии. Владельцы этого кольца могли даже увидеть эмоции жертвы, и даже первого попавшегося. Укус Чёрного Фонаря запускает процесс некроза в теле укушенного и в конечном итоге превращает жертву в Чёрного Фонаря. Неизвестно, действует ли это на всех существ, или только на тех, кто был воскрешён ранее (Супермен, Зелёная стрела, Донна Трой).
Чёрные Фонари уязвимы для белого света и для совместной силы Зелёного Корпуса и любого другого. Как только чёрное кольцо разрушается, оживлённый труп становится неактивным.
Кимие Хоши и Хэйло могли полностью деактивировать Чёрного Фонаря при помощи своего владения силами света. Коннер Кент использовал Маску Медузы, чтобы повлиять на двух Чёрных Фонарей, заставив их испытать эмоции всего эмоционального спектра силы, и Чёрные Фонари сами снимали с себя кольца и отступали. Также они уязвимы для лассо истины Чудо-женщины. Ещё один способ остановить Чёрного Фонаря — ранить его быстрее, чем он способен заживляться (к примеру, с помощью энергии изо ртов Красных Фонарей).
Как и у других Корпусов, Чёрные Фонари обладают своей клятвой, которую придумал Чёрная Рука:

« Пусть тьма с небес на нас падёт…
Свет умирает, ночь грядёт…
И Чёрною моей рукой -
Нарушим мёртвых мы покой!»!
Оригинальный текст (англ.)
«The Blackest Night falls from the skies,
The darkness grows as all light dies,
We crave your hearts and your demise,
By my black hand--The dead shall rise!»
— Чёрная Рука, Blackest Night #0 (июнь, 2009)